# Естерібар
Естерібар (баск. Esteribar (офіційна назва), ісп. Esteríbar) — муніципалітет в Іспанії, у складі автономної спільноти Наварра. Населення — 2105 осіб (2009).
Муніципалітет розташований на відстані близько 330 км на північний схід від Мадрида, 17 км на північний схід від Памплони.
На території муніципалітету розташовані такі населені пункти: (дані про населення за 2009 рік)
- Агоррета: 19 осіб
- Анчоріц: 36 осіб
- Акеррета: 9 осіб
- Арлета: 5 осіб
- Ерреа: 9 осіб
- Ескіроц: 18 осіб
- Еугі: 379 осіб
- Гендулайн: 10 осіб
- Ідой: 15 осіб
- Іларрац: 22 особи
- Ілурдоц: 73 особи
- Імбулускета: 36 осіб
- Ірагі: 21 особа
- Іроц: 31 особа
- Іруре: 7 осіб
- Ларрасоанья: 136 осіб
- Лераноц: 14 осіб
- Ольйокі: 518 осіб
- Остеріц: 12 осіб
- Сайгоц: 89 осіб
- Сарасібар: 27 осіб
- Сетоайн: 3 особи
- Урдайц/Урданіс: 84 особи
- Уртасун: 38 осіб
- Усечі: 13 осіб
- Сабальдіка: 27 осіб
- Субірі: 421 особа
- Суріайн: 33 особи

## Демографія
Динаміка населення (INE ):

## Галерея зображень

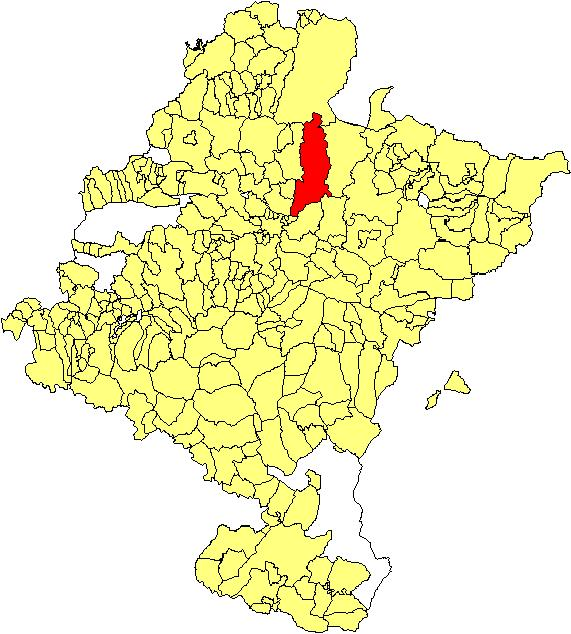
Розташування муніципалітету